# Забудьки
Забудьки (бел. Забудзькі) — деревня в Бобруйском районе Могилёвской области Белоруссии. Входит в состав Глушанского сельсовета.

## География
Деревня находится в юго-западной части Могилёвской области, при автодороге Р-34, на расстоянии приблизительно 22 километров (по прямой) к западу от города Бобруйска, административного центра района. Абсолютная высота — 154 метра над уровнем моря. Площадь населённого пункта — 0,3574 км².

## История
По письменным источникам деревня известна с XIX века.
По состоянию на 1907 год, в Забудьках имелось 44 двора и проживало 379 человек. В административном отношении деревня входила в состав Городковской волости Бобруйского уезда Минской губернии.
До 11 апреля 1960 года входила в состав Рымовецкого сельсовета, до 20 ноября 2013 года — в состав Осовского сельсовета.

## Население
По данным переписи 2019 года, в деревне проживало 15 человек.
| Год  | Население, человек |
| ---- | ------------------ |
| 1844 | 116                |
| 1897 | ↗ 261              |
| 1907 | ↗ 379              |
| 1917 | ↘ 374              |
| 1959 | ↘ 223              |
| 1970 | ↘ 179              |
| 1986 | ↘ 107              |
| 2007 | ↘ 35               |
| 2009 | ↘ 26               |
| 2019 | ↘ 15               |